# La Guerre des Rose (film, 1989)
Ne doit pas être confondu avec Guerre des Deux-Roses.
Pour les articles homonymes, voir La Guerre des Rose et Rose.
Pour plus de détails, voir Fiche technique et Distribution.
La Guerre des Rose (The War of the Roses) est un film américain réalisé par Danny DeVito et sorti en 1989. Il est adapté du roman du même nom de Warren Adler publié en 1981.
Il s'agit d'une comédie noire sur un couple de bourgeois filant apparemment le parfait bonheur mais, quand leur mariage commence à se désagréger, leurs biens matériels deviennent le centre d'une bataille entre eux.
Ce film est le troisième mettant en vedette le trio Michael Douglas, Kathleen Turner et Danny DeVito, après À la poursuite du diamant vert et sa suite, Le Diamant du Nil. Le film avait également comme producteur James L. Brooks et l'acteur Dan Castellaneta travaillant sur un projet en dehors des Simpson. Le titre est une allusion à l'affrontement dit de la guerre des Deux-Roses opposant deux maisons royales anglaises entre 1455 et 1485.

## Synopsis
Gavin d'Amato est avocat. Il reçoit dans son bureau un homme taciturne qui vient se renseigner car il souhaite divorcer de son épouse. Gavin tente de l'avertir des graves conséquences que peut entraîner un divorce. Pour illustrer ses propos, il commence alors à lui raconter l'histoire d'un de ses anciens clients, qui était aussi son meilleur ami et collègue. Barbara et Oliver Rose forment un couple apparemment tout à fait heureux. Ils sont mariés depuis plusieurs années et ont deux enfants. Ces yuppies vont cependant du jour au lendemain se retourner l'un contre l'autre, au moment où ils décident de divorcer. Ils ne reculent devant aucune bassesse pour rabaisser l'autre et tenter d'arriver à leur but ultime, avoir la conservation exclusive de leur vaste maison.

## Fiche technique
- Titre français : La Guerre des Rose
- Titre original : The War of the Roses
- Réalisation : Danny DeVito
- Scénario : Michael Leeson, d'après le roman La Guerre des Rose de Warren Adler
- Musique : David Newman
- Photographie : Stephen H. Burum
- Montage : Lynzee Klingman
- Décors : Ida Random (en)
- Costumes : Gloria Gresham
- Production : James L. Brooks, Arnon Milchan, Michael Leeson, J. Marina Muhlfriedel, Doug Claybourne et Polly Platt
- Sociétés de production : Twentieth Century Fox, Gracie Films et Regency International Pictures
- Distribution : Twentieth Century Fox (États-Unis, France)
- Budget : 26 000 000 $[1]
- Pays de production :  États-Unis
- Langue originale : anglais
- Format : Couleurs - 1,85:1 - Dolby Surround - 35 mm
- Genre : comédie dramatique, comédie noire
- Durée : 116 minutes
- Dates de sortie :
  - États-Unis : 4 décembre 1989 (première à Los Angeles) ; 8 décembre 1989
  - France : 7 mars 1990

## Distribution
- Michael Douglas (VF : Patrick Floersheim)  : Oliver Rose
- Kathleen Turner (VF : Anne Jolivet)  : Barbara Rose
- Danny DeVito (VF : Jacques Marin)  : Gavin D'Amato
- Marianne Sägebrecht (VF : Monique Thierry) : Susan
- Sean Astin : Josh, à l'âge de 17 ans
- Heather Fairfield : Carolyn, à l'âge de 17 ans
- G. D. Spradlin (VF : Jacques Ciron)  : Harry Thurmont
- Peter Donat (VF : René Roussel) : Jason Larrabee
- Peter Hansen : M. Marshall
- Gloria Cromwell (VF : Ginette Frank) : Mme Marshall
- Harlan Arnold : M. Dell
- Mary Fogarty : Mme Dell
- Rika Hofmann : Elke
- Patricia Allison : Maureen
- Peter Brocco : le vieil homme pleurant

## Production

### Genèse et développement
Le titre du roman et du film est un clin d'œil à la vraie guerre des Deux-Roses qui a ensanglanté l'Angleterre au Moyen Âge, mais dans le roman original, le mari s'appelle Jonathan Rose et non Oliver comme dans le film.

### Attribution des rôles
Cher avait été pressentie pour tenir le rôle de Barbara Rose.
Michael Adler, fils de l'auteur du roman original Warren Adler, incarne ici le Dr Hillerman.

### Tournage
Le tournage a lieu dans l'État de Washington (Île Whidbey, Coupeville) ainsi qu'à Los Angeles (Fremont Place, Fox Studios…).

### Post-production
D'après Danny DeVito, la première version du film durait trois heures et quatre minutes et dut être remontée pour faire moins de deux heures.[réf. souhaitée] Certaines des scènes supprimées sont visibles dans les bandes annonces.

### Bande originale
- Only You (And You Alone), interprété par The Platters
- We Wish You A Merry Christmas, interprété par Sesame Street Cast
- Pretty Lady, Lovely Lady, interprété par Nicky Addeo

La musique originale est composée par David Newman. Son père Alfred Newman est le compositeur de la musique du logo de la 20th Century Fox, ici rejouée et réorchestré par David Newman.

## Clins d’œil
Dans une scène, on peut voir le personnage d'Oliver Rose découper les talons des chaussures de sa femme. Quelques années plus tôt, Michael Douglas et Kathleen Turner formaient déjà un duo dans À la poursuite du diamant vert (où Danny DeVito tenait également un rôle) et déjà à l'époque, le personnage de Jack Colton interprété par Michael Douglas faisait de même avec les chaussures de Joan Wilder (Kathleen Turner).

## Distinctions
- Prix de la meilleure musique de film, lors des BMI Film & TV Awards 1990.
- Nomination à l'Ours d'or, lors de la Berlinale 1990.
- Nomination au Golden Globe du meilleur film de comédie, meilleur acteur dans une comédie (Michael Douglas) et meilleure actrice dans une comédie (Kathleen Turner) en 1990.
- Nomination au prix du meilleur scénario adapté d'une œuvre existante, lors des BAFTA Awards 1991.